# Liga Mistrzów AFC Elite (2024/2025)/Faza kwalifikacyjna
Artykuł prezentuje szczegółowe dane dotyczące rozegranych meczów które będą miały na celu wyłonienie 2 drużyn piłkarskich, które wezmą udział w fazie ligowej Ligi Mistrzów AFC Elite 2024/2025. Faza kwalifikacyjna będzie trwała od 6 do 13 sierpnia 2024.

## Terminarz
| Faza         | Runda                         | Mecze            |
| ------------ | ----------------------------- | ---------------- |
| Kwalifikacje | Pierwsza runda kwalifikacyjna | 6 sierpnia 2024  |
| Kwalifikacje | Druga runda kwalifikacyjna    | 13 sierpnia 2024 |

## I runda kwalifikacyjna
Do startu w I rundzie kwalifikacyjnej uprawnione będą 2 drużyny. Drużyny, które przegrają w tej rundzie, otrzymają prawo gry w fazie grupowej Ligi Mistrzów AFC 2 2024/25.
| Drużyna 1       | Wynik | Drużyna 2            |
| --------------- | ----- | -------------------- |
| Sepahan Isfahan | 1:4   | Shabab Al-Ahli Dubaj |

| 6 sierpnia 2024 18:15 CEST | Sepahan Isfahan · Mohebi 44' | 1:4 dogr.(1:0, 1:1, 1:2)Raport | Shabab Al-Ahli Dubaj · 62' Azmun · 101', 120+1' Al-Ghassani · 108' César | Naghsh-e-Jahan Stadium, Isfahan Widzów: 52 123 Sędzia: Kim Jong-hyeok |
|                            |                              |                                |                                                                          |                                                                       |

### II runda kwalifikacyjna
Do startu w I rundzie kwalifikacyjnej uprawnione będą 4 drużyny - 3 rozstawione w II rundzie oraz jeden zwycięzca rundy I. Drużyny, które przegrają w tej rundzie, otrzymają prawo gry w fazie grupowej Ligi Mistrzów AFC 2 2024/25.
| Drużyna 1        | Wynik        | Drużyna 2            |
| ---------------- | ------------ | -------------------- |
| Al-Gharafa       | 1:0          | Shabab Al-Ahli Dubaj |
| Shandong Taishan | 1:1 (k. 4:3) | Bangkok United       |

| 13 sierpnia 2024 14:00 CEST                | Shandong Taishan · Kazaiszwili 43' | 1:1 dogr. k. 4:3(1:1, 1:1, 1:1)Raport                             | Bangkok United FC · 37' Živković | Jinan Olympic Sports Center Stadium, Jinan Widzów: 20 766 Sędzia: Omar Mohamed Al Ali |
|                                            |                                    |                                                                   |                                  |                                                                                       |
|                                            |                                    | Rzuty karne                                                       |                                  |                                                                                       |
| Zheng · Kazaiszwili · Li · Zhang · Scalese |                                    | Živković · Poomchantuek · Everton · Al-Ghassani · Limwannasathian |                                  |                                                                                       |

| 13 sierpnia 2024 17:30 CEST | Al-Gharafa · Sassi 50' | 1:0(0:0)Raport | Shabab Al-Ahli Dubaj | Al Bayt Stadium, Al-Chaur Widzów: 4 347 Sędzia: Gulmurodi |
|                             |                        |                |                      |                                                           |